# Ludwig Mies van der Rohe
Ludwig Mies van der Rohe (Aken, 27 maart 1886 – Chicago, 17 augustus 1969) was een Duits-Amerikaans architect en meubelontwerper. Zijn architectuur bezit heldere afgemeten vormen en onderscheidt zich door het overdachte en precieze gebruik van glas, staal en natuursteen. Van hem is de uitspraak: “Less is more” (oorspronkelijk een citaat van Robert Browning in het gedicht (1855) Andrea del Sarto, called ‘The Faultless Painter’).

## Biografie
Hij werd geboren als Maria Ludwig Michael Mies en was een zoon van de steenhouwer Michael Mies en Amalie Rohe. Rond 1921 veranderde hij zijn achternaam, door er “van der” en de geboortenaam van zijn moeder  aan toe te voegen: Mies van der Rohe.
Na een opleiding tot meubelontwerper kwam hij in dienst bij Peter Behrens, bij wie hij Walter Gropius en Le Corbusier ontmoette (1908-1911). Zijn stijl ontwikkelde zich van een romantisch classicisme tot een modernistische stijl, onder meer beïnvloed door De Stijl.
Hij ontwierp enige woningen voor de Weißenhofsiedlung in Stuttgart, een experimentele woonwijk waarin ook woningen van onder andere Le Corbusier en Hans Scharoun werden gerealiseerd. Voor de wereldtentoonstelling van 1929 in Barcelona ontwierp hij het Barcelona-paviljoen (het Duitse paviljoen): een compositie van strakke rechte vlakken, uitgevoerd in luxe materialen. Uit dezelfde periode dateert zijn Villa Tugendhat in het Tsjechische Brno. Begin 1932 ontwierp hij het Mies van der Rohe Haus in Berlijn.
In 1930 werd Mies van der Rohe directeur van het Bauhaus te Dessau, totdat dit in oktober 1932 door de nazi's werd gesloten. In 1938 emigreerde hij naar de Verenigde Staten en werd directeur van de architectuurafdeling van het Illinois Institute of Technology te Chicago, waardoor de idealen van Walter Gropius' Bauhaus ruime verspreiding vonden op Amerikaanse bodem. In 1940 ontwierp hij een globaal plan voor de nieuwbouw voor het instituut: een streng rechthoekig complex met afzonderlijke gebouwen voor onderwijs en onderzoek. In 1944 werd hij Amerikaans staatsburger.

## Bouwstijl
Zijn bouwstijl kenmerkt zich door strakke lijnen en een consequent gebruik van staal en glas met constructief knap bedachte en mooi ogende hoekoplossingen. Hij was de geestelijke vader van de standaard-wolkenkrabber die in feite beperkt is tot een "blok", bestaande uit een stalen raamwerk gevuld met glas. (De gevel had hier geen dragende functie meer: het gebouw werd gedragen door een intern geraamte). De afwezigheid van ornamenten betekende een duidelijke breuk met de traditie.
Het minimalistisch motto “Less is more” vatte zijn stijl goed samen: de vorm moest tot het minimum teruggebracht zijn, maar dat minimum moest wel, qua verhoudingen en materialen, perfect zijn. (De woordspeling “Less is a bore”, die Robert Venturi maakte, relativeert Mies’ architectuuropvatting enigszins.)
Dit alles leidde wel tot architectonisch zeer verantwoorde ontwerpen, doch niet steeds tot tevreden opdrachtgevers. Het Farnsworth House in Plano, Illinois, bestaande uit niet meer dan twee "platen" voor de (op poten staande) vloer en het plafond, en geheel glazen wanden (behalve voor de badkamer), haalde wel vrijwel elk boek over architectuurgeschiedenis, maar leidde tevens tot een rechtszaak over de bouwkosten, lekkages en de stookkosten. Bij andere ontwerpen bleek het verschil tussen de uitzettingscoëfficiënt van staal en glas tot lastig te verhelpen lekkages te leiden.
De eerste ontwerpen waarin deze stijl werd gehanteerd waren de appartementen aan de Lake Shore Drive te Chicago, gevolgd door het Seagram Building (in samenwerking met Philip Johnson) te New York. Voor het Illinois Institute of Technology ontwierp hij diverse gebouwen. Het museumgebouw van de Neue Nationalgalerie in het toenmalige West-Berlijn werd zijn laatste ontwerp (1962-1967).

## Samenwerking met Lilly Reich
Door zijn betrokkenheid bij de Deutscher Werkbund kwam Mies in contact met de designer Lilly Reich (1885-1947). In 1926 verhuisde zij van Frankfurt am Main naar Berlijn om de professionele partner te worden van Mies voor een periode van 13 jaar (vanaf 1925 tot aan Mies' emigratie naar de Verenigde Staten in 1938). Tijdens hun langdurige en constante samenwerking ontwierpen ze de Barcelona-stoel voor het Barcelona-paviljoen (1929) en de Brno-stoel. Toen Mies directeur werd van de laatste periode van het Bauhaus, na de verhuizing van Dessau naar Berlijn in 1930), werd Reich er als enige vrouw, docente. Zij doceerde er interieurkunst en meubeldesign.

## Invloed
Mies' werk is niet weg te denken uit wat de Internationale Stijl is gaan heten: een bouwstijl die geen relatie meer heeft tot een bepaalde lokale architectuur-traditie, en in feite op elke plek kan worden neergezet. Voor zover nog een associatie met een bepaalde omgeving wordt opgeroepen, heeft deze stijl zijn eigen biotoop geschapen: die van het zakencentrum met een beeldhouwwerk van Henry Moore op een esplanade in travertinsteen.
De stijl van Mies van der Rohe werd overgenomen door vele architecten, met name het bureau Skidmore, Owings and Merrill (SOM). Uiteindelijk zou de proliferatie van de wat onpersoonlijke stijl leiden tot de denigrerende term "SOM-doos", waarbij de afkorting SOM gekscherend vertaald werd naar "Same Old Model". De Internationale Stijl zou echter enkele decennia welhaast verplicht zijn voor de bouw van grote kantoorgebouwen in de zakendistricten van de grote wereldsteden. Pas vanaf de jaren zeventig, door de opkomst van het postmodernisme in de bouwkunst, gingen architecten zich meer constructivistische vrijheden veroorloven, alsmede ornamentalistische frivoliteiten die door Mies van der Rohe als volstrekt onfunctioneel zouden zijn beschouwd.
De invloed van Mies van der Rohe is onmiskenbaar: de skyline van wereldsteden is ondenkbaar zonder de rechthoekige wolkenkrabber, die nog steeds een geaccepteerde vorm van huisvesting is voor het hoofdkantoor van grote ondernemingen.
In 2013 bouwden Paul Robbrecht en Hilde Daem in Krefeld een model op ware grootte van een golfclubhuis naar een voorontwerp van Mies van der Rohe. Op basis van een plattegrond en enkele perspectieftekeningen trachtten Robbrecht en Daem  een zo authentiek mogelijke uitvoering te brengen. Het gebouw kreeg een omkadering via het project MIK (Mies in Krefeld).

## Design
Ludwig Mies van der Rohe ontwierp niet alleen gebouwen, ook in samenwerking met Lilly Reich, een aantal bekende stoelen. Onder andere de bekende Barcelona-stoel, ontworpen ter gelegenheid van de wereldtentoonstelling in Barcelona in 1929, is van zijn hand. Deze stoel (met voetbank) is heden nog in productie en behoort tot de moderne klassieken.
Deze zetelstoel genoemd Model 250L Barcelona-stoel heeft als technische kenmerken: 
- frame: hard, veerkrachtig, plat staal met hoogglans, verchroomde afwerking, zware tuiglederen singels ondersteunen de kussens
- bekleding: afzonderlijke kussens voor rug en zit, van schuimrubber van verschillende dichtheid; gestoffeerd met bies, en knopen van hoog kwaliteitsleder, elk ledervlak is op een afzonderlijke mal gesneden

## Galerij

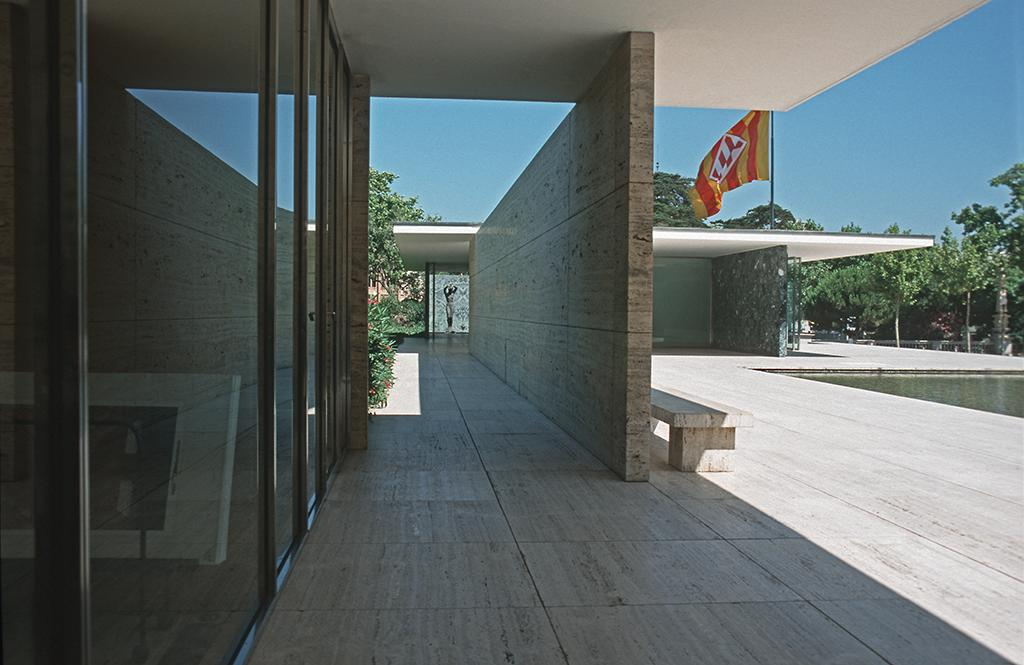
Barcelona: Barcelona-paviljoen (1929, herbouw uit 1999)
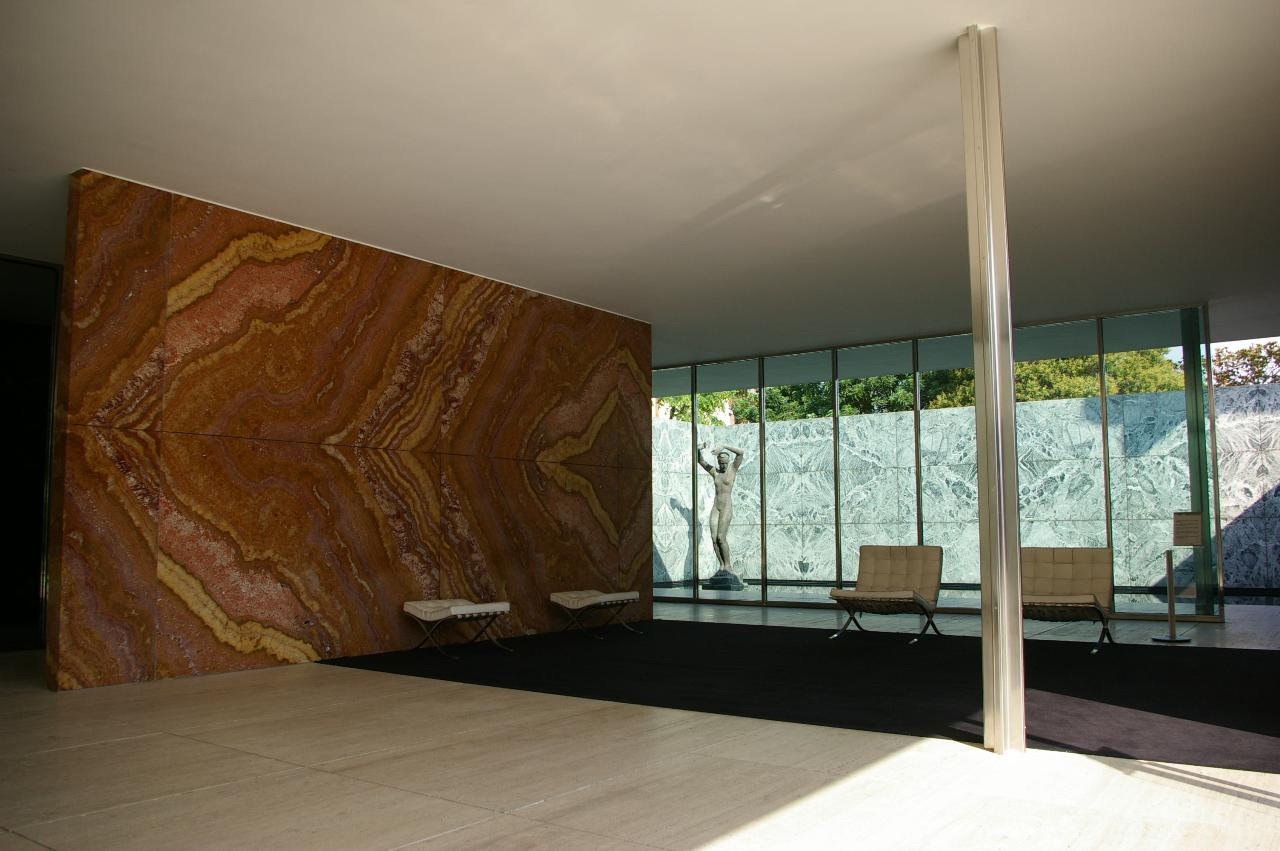
Idem, interieur
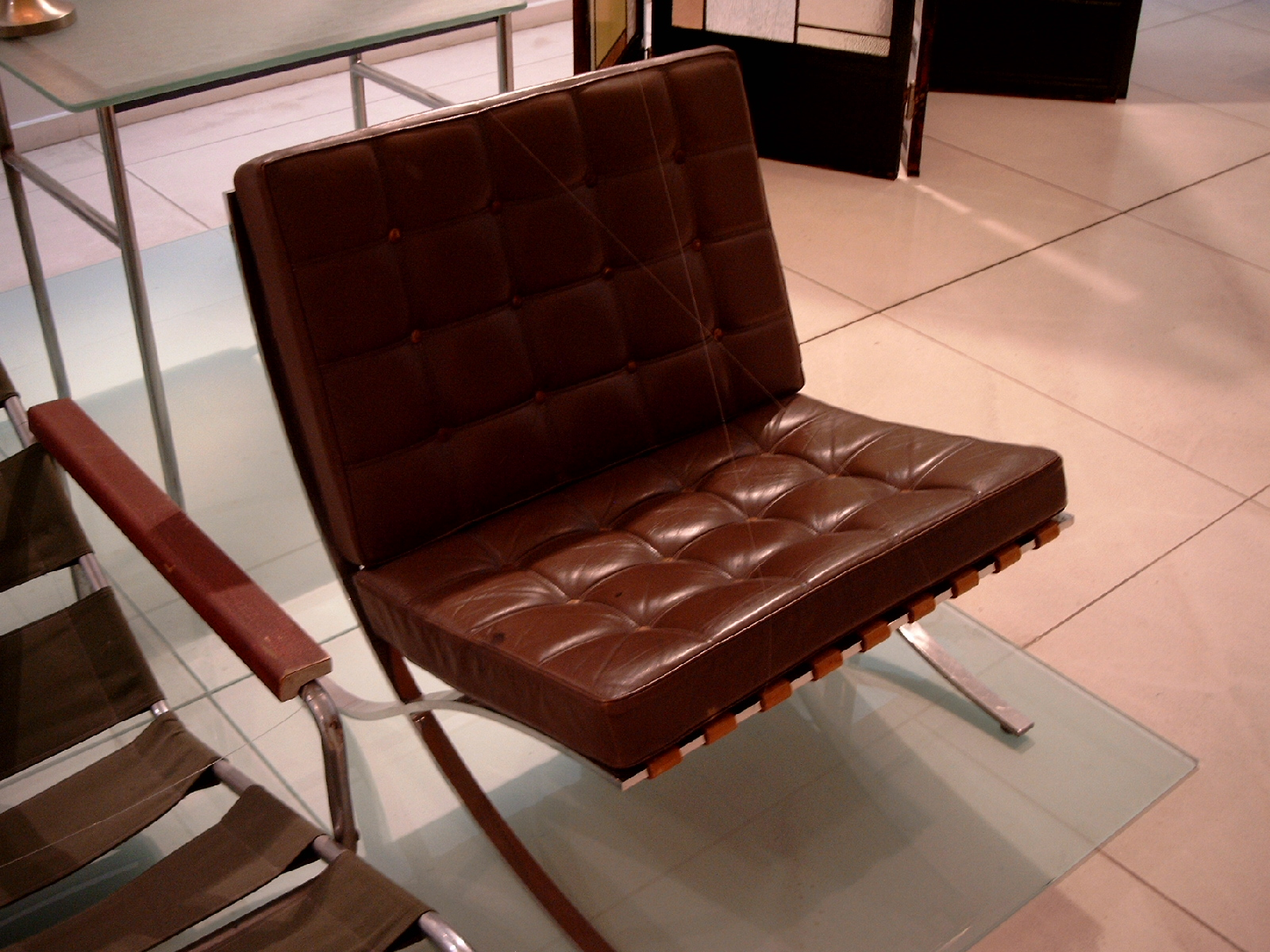
Barcelona-stoel Model 250L (1929); verchroomd staal met lederen zit
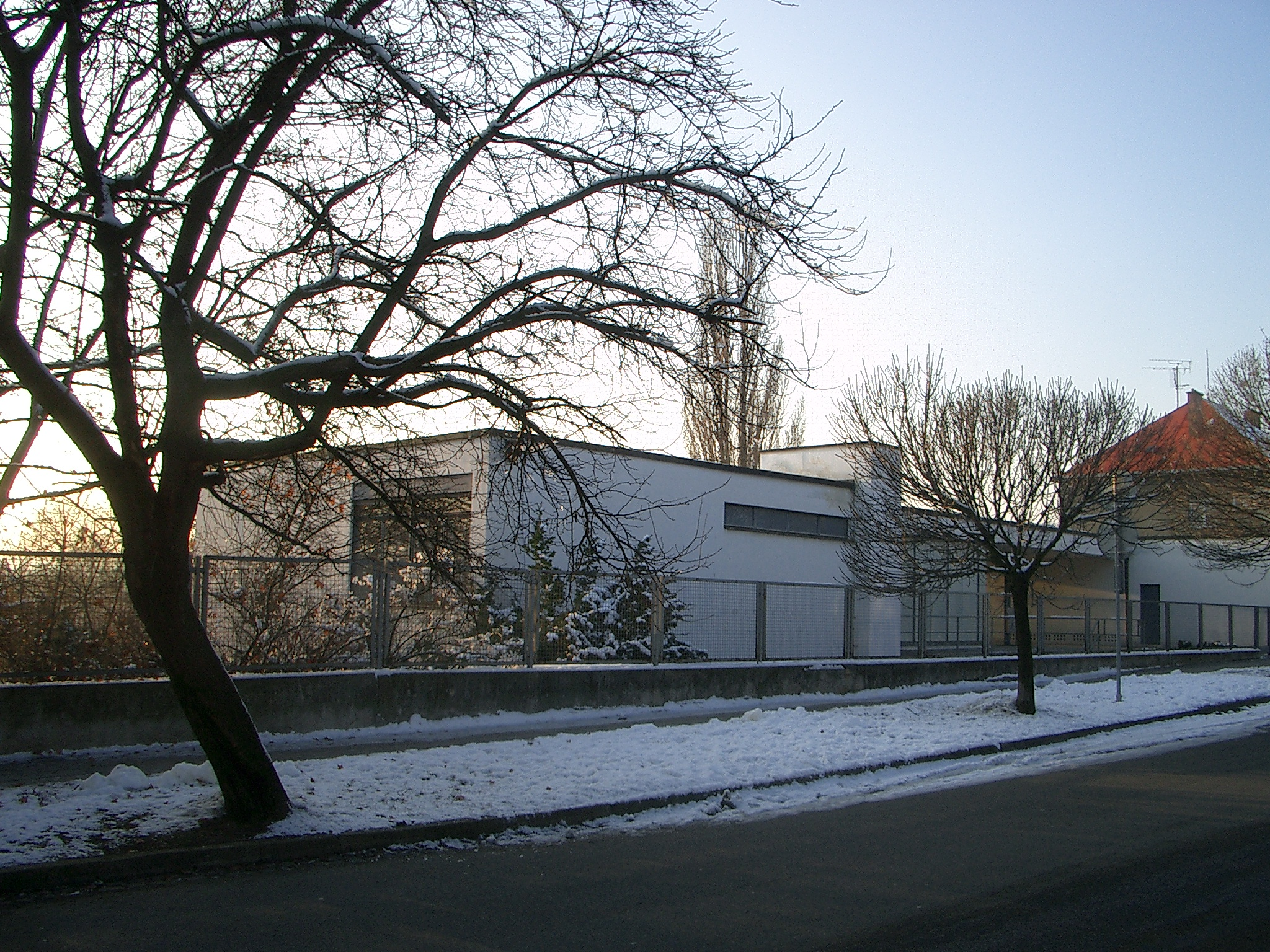
Brno: Villa Tugendhat (1929/30)
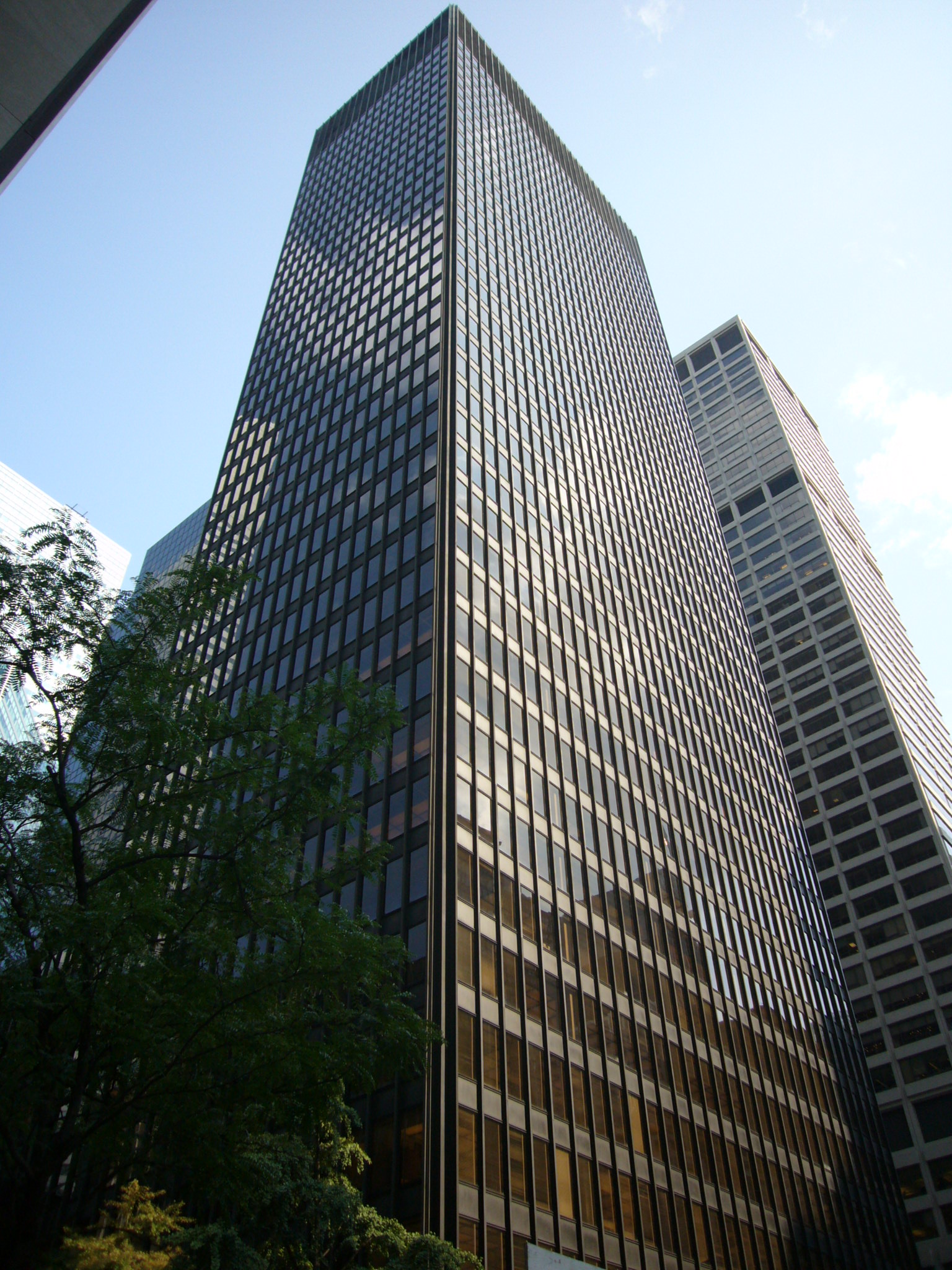
Seagram Building
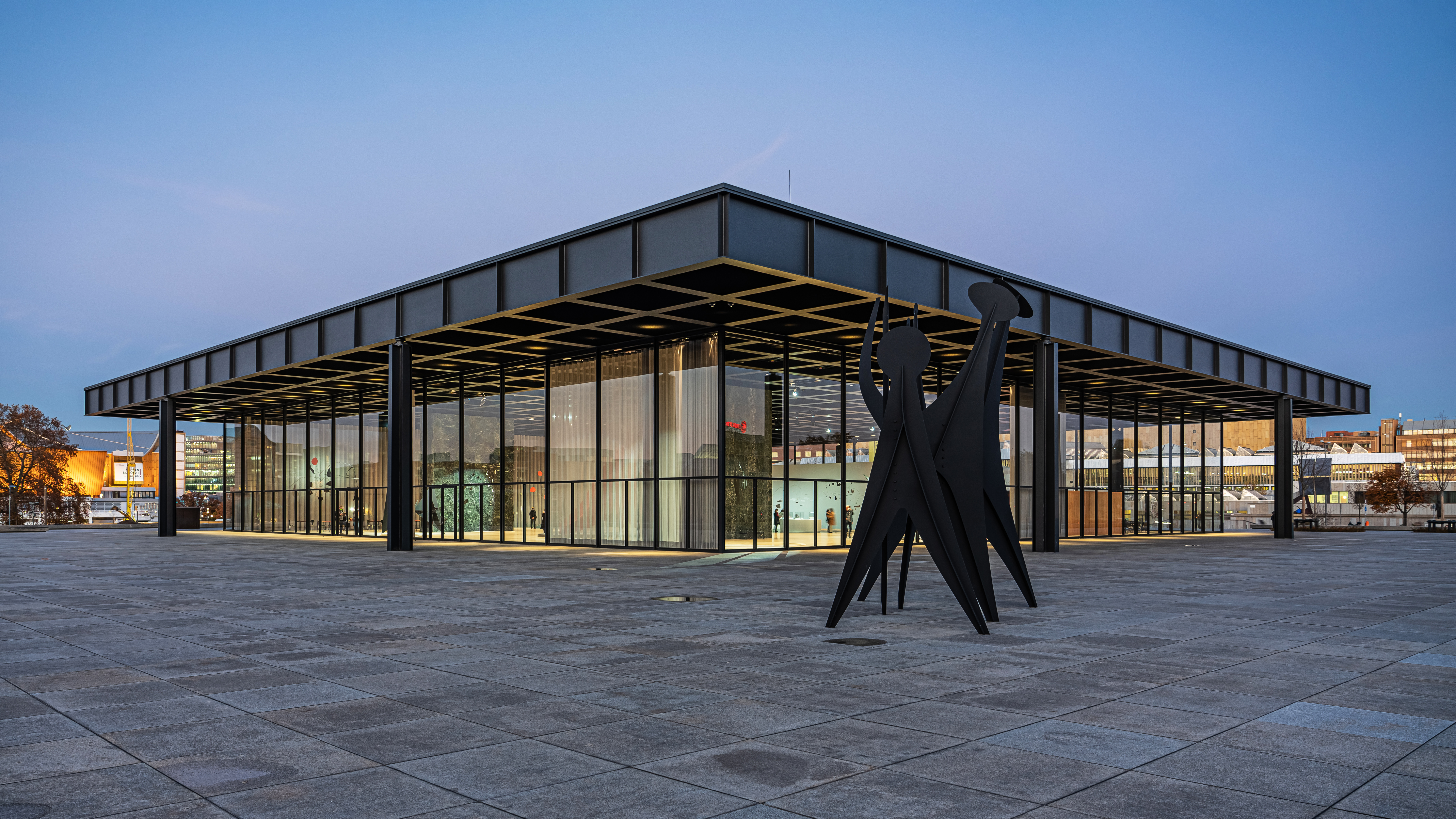
Achterzijde Neue Nationalgalerie
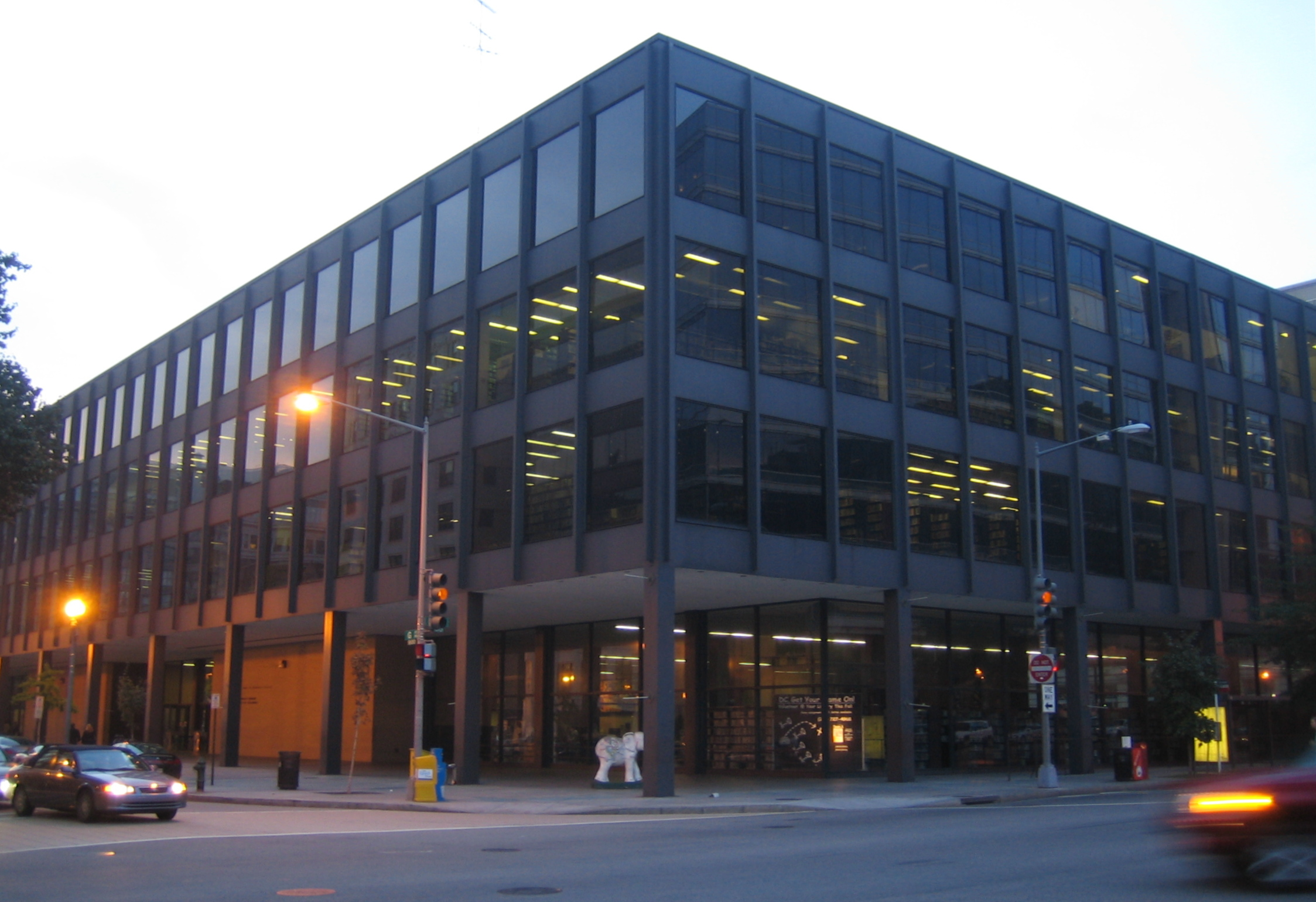
Martin Luther King Jr. Memorial Library